# Gunung Bulat (berg i Indonesien, Aceh)
Gunung Bulat är ett berg i Indonesien.   Det ligger i provinsen Aceh, i den västra delen av landet, 1 500 km nordväst om huvudstaden Jakarta. Toppen på Gunung Bulat är 312 meter över havet, eller 68 meter över den omgivande terrängen. Bredden vid basen är 0,78 km.
Terrängen runt Gunung Bulat är varierad.Runt Gunung Bulat är det ganska tätbefolkat, med 62 invånare per kvadratkilometer. I omgivningarna runt Gunung Bulat växer i huvudsak städsegrön lövskog.